# Fale
Fale je název ostrůvku v Tokelau. Patří k atolu Fakaofo a je to také jeho správní středisko. Žije zde většina ze 400 obyvatel atolu a najdeme zde policejní stanici, poštu, obchod a přepravní úřad. Nachází se v západní části atolu. Kvůli nedostatku místa se některé rodiny z Fale odstěhovaly na ostrov Fenua Fala, 3 km severozápadně od Fale.